# Atta domicola
Atta domicola är en myrart som beskrevs av Jerdon 1851. Atta domicola ingår i släktet Atta och familjen myror. Inga underarter finns listade.